# اصطدام (مسلسل تركي)
اصطدام (بالتركية: Çarpışma)‏ هو مسلسل درامي وإثارة وأكشن تركي. يبدأ بسلسلة من أحداث التصادم بين أربعة سيارات ومن ضمن الحادث؛ المحقق قدير وزينب والمحامية جيمري وكرم. ينجون الأربعة من هذه الحادثة ويجدون القوة في الاستمرار لأن مصيرهم مشترك أو متشابك للأبد.

## طاقم العمل والشخصيات
| اسم الشخصية | الممثل            |
| ----------- | ----------------- |
| قدير ادالي  | كيفانش تاتليتوغ   |
| زينب تونش   | إلتشين سانجو      |
| كرم كوركماز | ألبيران دويماز    |
| جيميري جور  | ميليسا أسلي باموق |
| ولي جوهر    | أونور صايلاك      |
| سليم جور    | مصطفى أوغرلو      |
| بيلما جور   | روجدا دميرير      |
| ميرال اكسو  | مروى تشاغران      |
| ديمير       | هاكان كورتاش      |
| غالب        | إسماعيل دميرجي    |
| حيدر        | أركان جان         |
| يعقوب       | إفجان شين أوسلون  |
| ادم         | فرقان كلابالك     |
| سربيل       | غونجا جيلاسون     |

## موعد العرض
| الموسم | الموسم | الحلقات | الحلقات | البث الأصلي    | البث الأصلي  | البث الأصلي |
| الموسم | الموسم | الحلقات | الحلقات | البث الأول     | البث الأخير  | الشبكة      |
| ------ | ------ | ------- | ------- | -------------- | ------------ | ----------- |
|        | 1      | 24      | 24      | 22 أكتوبر 2018 | 30 مايو 2019 | شو تي في    |

## روابط خارجية
- الاصطدام على موقع IMDb (الإنجليزية)
- الاصطدام على موقع كينوبويسك (الروسية)
- الاصطدام على موقع قاعدة بيانات الفيلم (الإنجليزية)